# Hydrops martii
Hydrops martii är en ormart som beskrevs av Wagler 1824. Hydrops martii ingår i släktet Hydrops och familjen snokar.
Arten förekommer i Amazonområdet i norra Brasilien, Surinam, Guyana, södra Venezuela, södra Colombia, östra Ecuador och nordöstra Peru. Den lever i låglandet upp till 300 meter över havet. Habitatet utgörs av regnskogar och troligtvis besöks andra landskap intill floder. Hydrops martii simmar ofta och jagar fiskar. Den kan vara dag- och nattaktiv. Honor lägger ägg.
För beståndet är inga hot kända. IUCN kategoriserar arten globalt som livskraftig.

## Underarter
Arten delas in i följande underarter:
- H. m. martii
- H. m. callostictus